# Arkleb z Boskovic
Arkleb z Boskovic (někde uváděný jako Artleb) byl moravský šlechtic pocházející z rodu pánů z Boskovic.

## Život
Jeho otcem byl Jimram z Boskovic, Arklebovými sourozenci byli Oldřich a Zdeňka. První písemná zmínka o Arklebovi pochází z roku 1292. Arkleb se stal po nástupu nového krále Jana Lucemburského na český trůn jedním z těch, kteří se proti němu vzbouřili. Král Jan při památném tažení na Moravu roku 1312 dobyl sídla vzpurných šlechticů, mezi něž patřil i hrad Boskovice, který byl pobořen. Arkleb byl na přímluvu českých a moravských pánů propuštěn, hrad mu byl později vrácen a on získal titul olomouckého komorníka. V letech 1327-1337 zastával komornické funkce v Brně a Znojmě.

### Manželství a potomstvo
Arkleb se oženil s Kateřinou, s níž měl syny Lamberta, Beneše, Artleba a Ješka (Jana). Zemřel v roce 1342.